# Бэлэнешть (село)
Бэлэнешть (рум. Bălănești, Баланешты) — село в Ниспоренском районе Молдавии. Является административным центром коммуны Бэлэнешть, включающей также село Гаурены.

## География
Село расположено на высоте 243 метров над уровнем моря.

## Население
По данным переписи населения 2004 года, в селе Бэлэнешть проживает 2204 человека (1088 мужчин, 1116 женщин).
Этнический состав села:
| Национальность | Число жителей | Процентный состав |
| -------------- | ------------- | ----------------- |
| молдаване      | 2163          | 98.14             |
| русские        | 15            | 0.68              |
| румыны         | 15            | 0.68              |
| гагаузы        | 4             | 0.18              |
| украинцы       | 3             | 0.14              |
| болгары        | 1             | 0.05              |
| прочие         | 3             | 0.14              |
| Всего          | 2204          | 100 %             |

## Известные уроженцы
- Бушилэ, Раду (род. 1979) — молдавский политик, вице-председатель Христианско-демократической народной партии.